# Alvise da Cadamosto

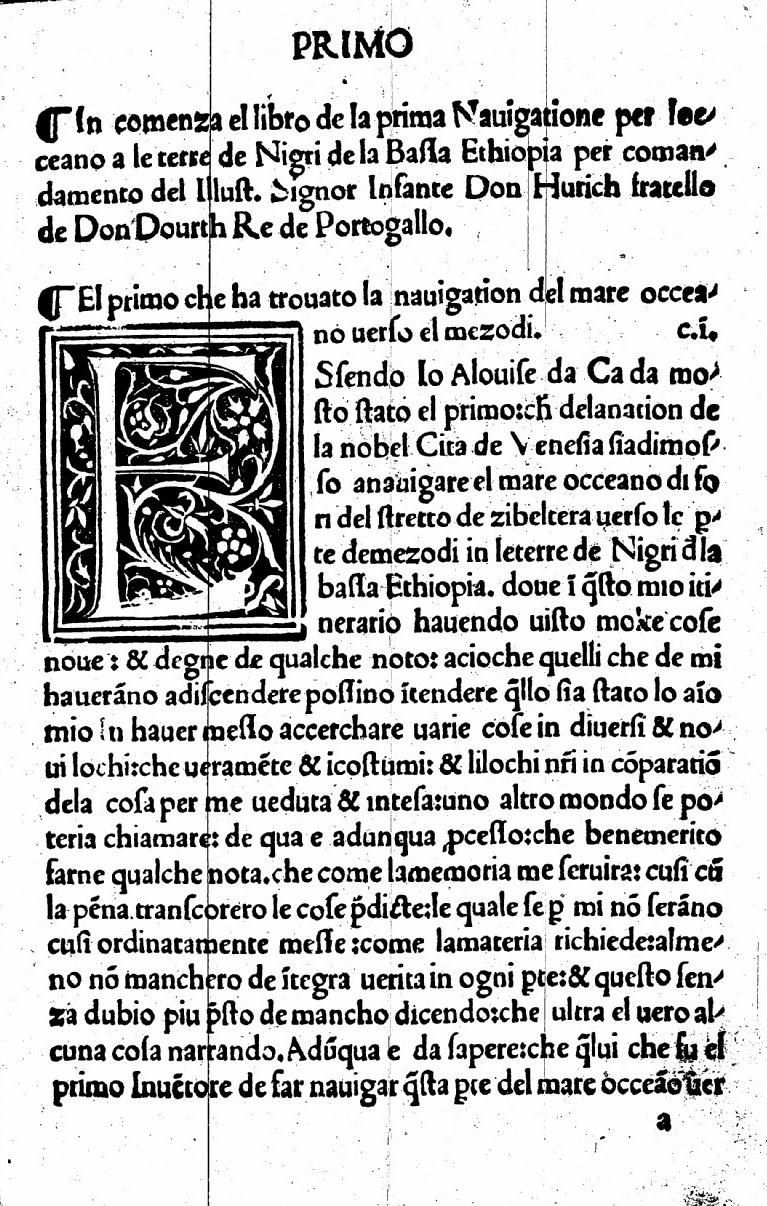
Paesi novamente retrovati, reisverslag van Alvise da Cadamosto

Alvise da Cadamosto of Ca' da Mosto (Venetië, ca. 1432 – aldaar, 16 juli 1488) was een Venetiaanse koopvaarder, die bekend is geworden door de beschrijvingen die hij gaf van zijn twee reizen langs de Afrikaanse kust.
In 1454 was Cadamosto onderweg van Venetië naar Vlaanderen, maar een storm dwong hem bij Kaap Sint-Vincent enige tijd aan land te blijven. Hij ontmoette Hendrik de Zeevaarder, en nam een aanbod aan om voor de prins een handelsexpeditie naar West-Afrika te ondernemen. Schip en uitrusting werden door Hendrik beschikbaar gesteld; in ruil daarvoor zou de prins de helft van de opbrengst ontvangen.
Op 22 maart 1455 vertrok Cadamosto. Via Madeira en de Canarische Eilanden bereikte hij de kust bij Kaap Blanco, waar hij leerde over de karavaanweg naar Timboektoe. Hij voer door naar Arguin, de Sénégal en de Gambia. Hier verbleef hij enige tijd bij het plaatselijke opperhoofd Budomel, en ruilde zijn handelswaar in voor goud en slaven.
In 1456 maakte Cadamosto een tweede reis naar Afrika, in gezelschap van de Genuees Antoniotto Uso di Mare, met wie hij ook al in zijn eerste reis vanaf Arguin samen gevaren had. Nabij Kaap Blanco kwamen ze in een storm terecht, en werden daarbij naar de archipel Kaapverdië gedreven. Cadamosto beschouwde zich als ontdekker van de eilandengroep, maar in werkelijkheid was hij vermoedelijk niet de eerste Europeaan die ze zag. Hij handelde opnieuw aan de Gambia, kocht opnieuw goud en slaven, alsook een aantal exotische dieren, en voer door tot aan de Bissagoseilanden. Hierna keerde hij terug, omdat zijn tolken de plaatselijke taal niet meer spraken.
In 1463 keerde Cadamosto naar Venetië terug, en schreef hij een verslag over zijn reizen, dat geldt als de belangrijkste beschrijving van West-Afrika uit deze periode.